# منتخب سلطنة عمان لكرة الصالات
منتخب سلطنة عمان لكرة الصالات هو ممثل سلطنة عمان الرسمي في المنافسات الدولية في كرة الصالات
.